# Ford Model TT

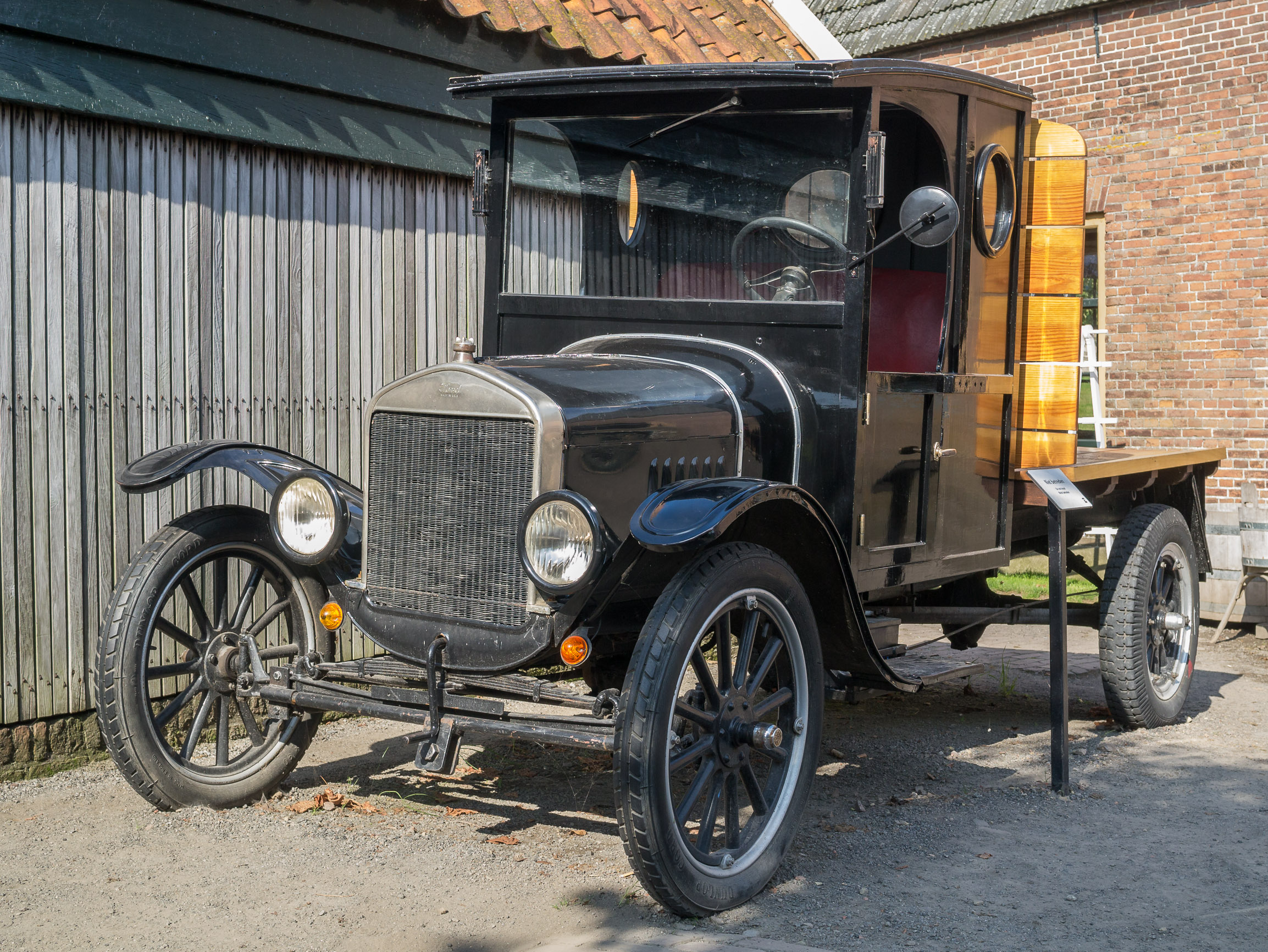
Ford Model TT

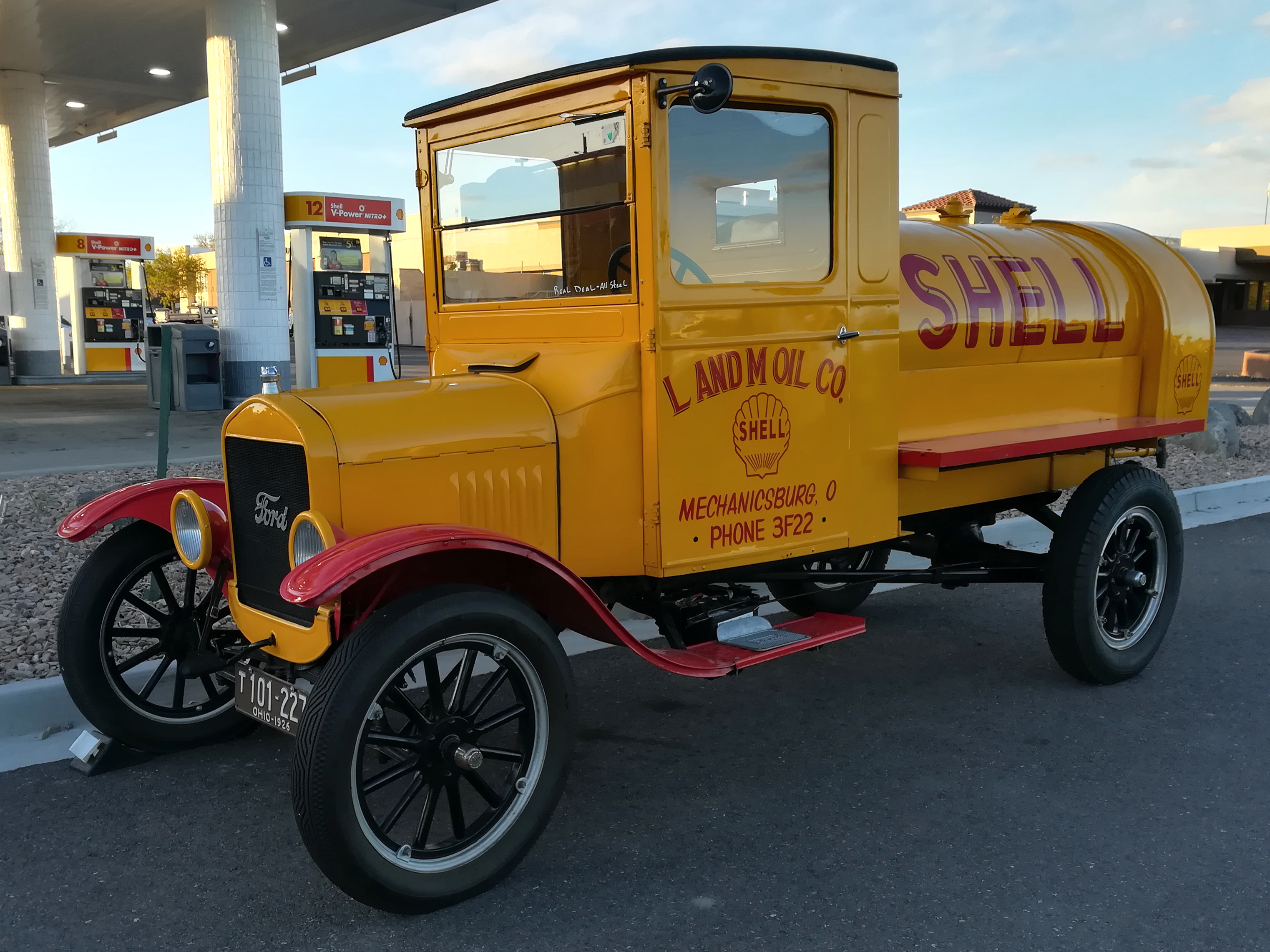
In tankwagenuitvoering

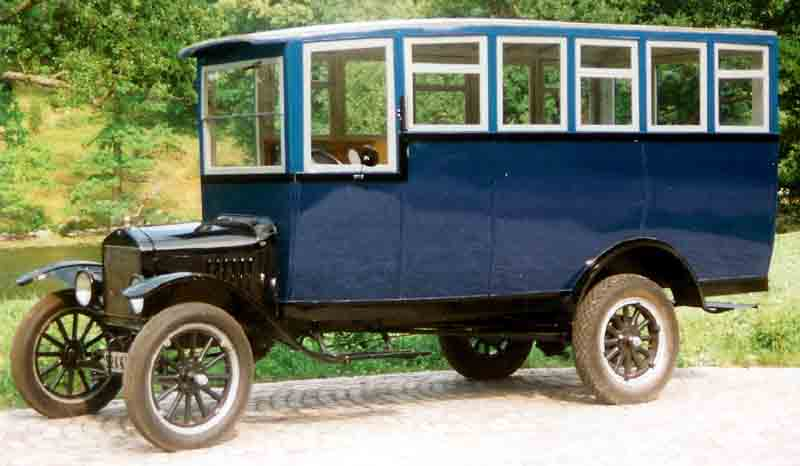
Autobus

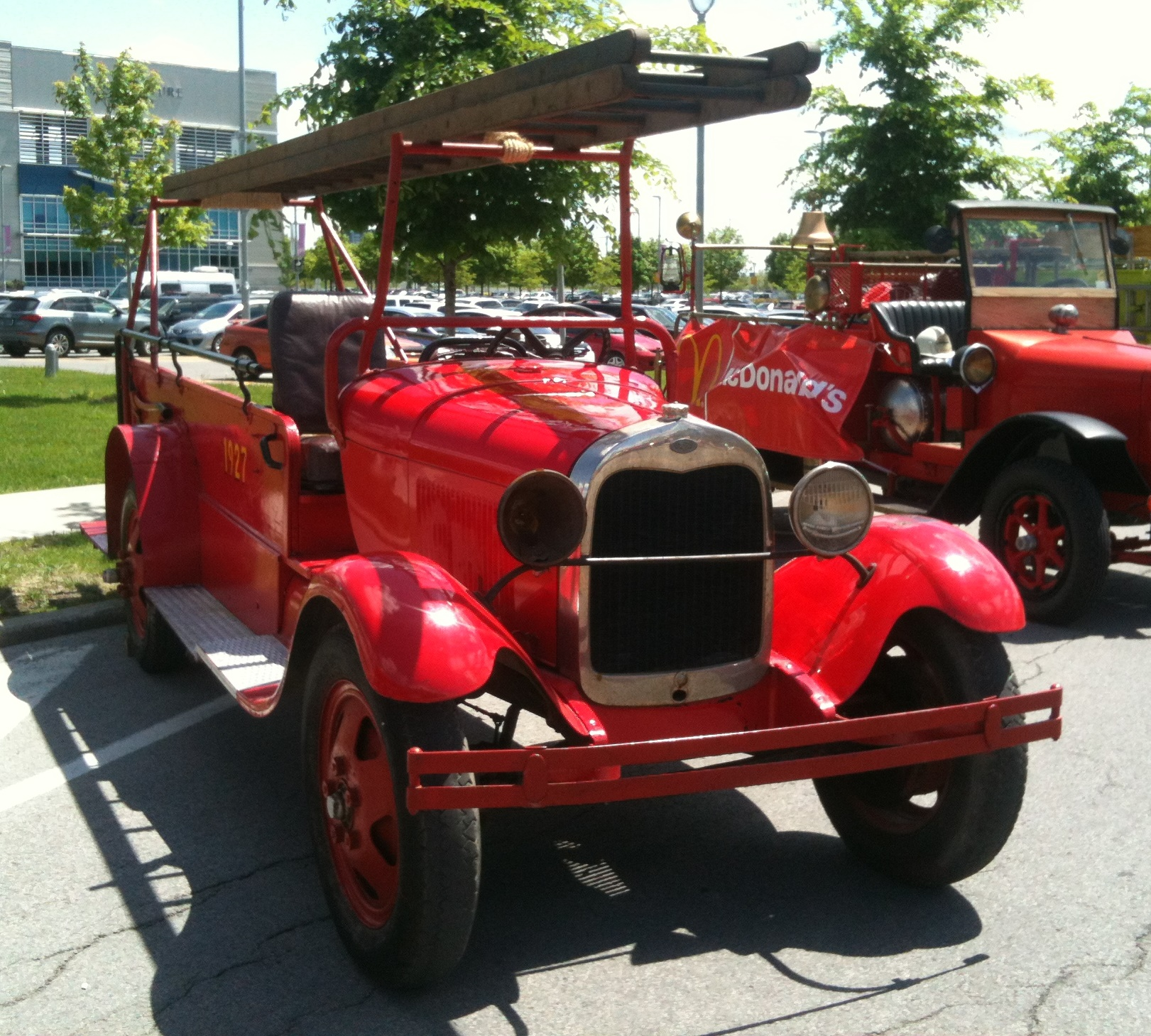
brandweerwagen

Het Ford Model TT, is een vrachtwagenvariant van de Ford Model T van de Ford Motor Company. De productie werd in 1917 aangevangen. Het voertuig had een laadvermogen van ongeveer een ton.

## Beschrijving
De Ford Model TT was een variant van de Ford Model T. Er waren diverse aanpassingen nodig om het gewicht van de lading mee te nemen. De voertuigen hadden een langere wielbasis dan de Model T, de achteras werd versterkt en de versnellingsbak kreeg een andere overbrengverhouding, alles om de lading tot maximaal 1 ton mee te kunnen nemen. De standaard 4-cilinder benzinemotor van de Model T werd geïnstalleerd met een vermogen van 20 pk.

## Productie
De eerste voertuigen rolden in 1917 van de band. Ford leverde alleen het chassis met motor en de klant moest zelf de opbouw en bestuurderscabine laten maken en plaatsen. Dit laatste verklaart ook de diversiteit van uitvoeringen van de TT-Ford. De eerste voertuigen werden voor $600 aangeboden. Veel model TT’s zijn tijdens de Eerste Wereldoorlog ingezet bij de geallieerden. Vanaf 1924 kon de klant ook het voertuig kopen met een opbouw van Ford. In 1926 was de prijs van een Model TT gedaald naar $325. In 1922 werden zo’n 150.000 exemplaren verkocht en in de vier jaren tot en met 1926 volgden er nog eens ruim 1 miljoen stuks. In 1927 werden de laatste 75.000 exemplaren geproduceerd waarmee het totaal aantal geproduceerde Model TT voertuigen op zo’n 1,5 miljoen uitkwam.
In 1928 kwam de opvolger in productie, de Ford Model AA.